# Гран-Розуа
Гран-Розуа́ (фр. Grand-Rozoy) — коммуна во Франции, находится в регионе Пикардия. Департамент коммуны — Эна. Входит в состав кантона Виллер-Котре. Округ коммуны — Суасон.
Код INSEE коммуны — 02665.

## Население
Население коммуны на 2010 год составляло 293 человека.
| 1962 | 1968 | 1975 | 1982 | 1990 | 1999 | 2010 |
| ---- | ---- | ---- | ---- | ---- | ---- | ---- |
| 223  | 198  | 162  | 206  | 248  | 258  | 293  |

## Экономика
В 2010 году среди 199 человек трудоспособного возраста (15—64 лет) 152 были экономически активными, 47 — неактивными (показатель активности — 76,4 %, в 1999 году было 67,3 %). Из 152 активных жителей работали 141 человек (79 мужчин и 62 женщины), безработных было 11 (8 мужчин и 3 женщины). Среди 47 неактивных 11 человек были учениками или студентами, 20 — пенсионерами, 16 были неактивными по другим причинам.